# Liste des évêques de Fenoarivo-Atsinanana
Liste des évêques de Fenoarivo-Atsinanana
(Dioecesis Fenoarivensis-Atsinananensis)
L'évêché de Fenoarivo-Atsinanana est créé le 30 octobre 2000, par détachement de l'archevêché d'Antsiranana.

## Sont évêques
- 30 octobre 2000-24 novembre 2008 : Désiré Tsarahazana
- 10 février 2009-31 octobre 2024 : Marcellin Randriamamonjy
  - 5 janvier 2025-10 août 2025 : Désiré Tsarahazana, administrateur apostolique
- depuis le 17 avril 2025 : Marek Ochlak

## Sources
- L'ANNUAIRE PONTIFICAL, sur le site http://www.catholic-hierarchy.org, à la page